# Карцев, Николай Николаевич
Никола́й Никола́евич Ка́рцев (5 января 1912, Мытищи — 1964, там же) — советский боксёр полутяжёлой весовой категории, выступал на всесоюзном уровне в 1930-х — 1940-х годах. На соревнованиях представлял спортивное общество «Торпедо», многократный чемпион РСФСР и Московской области, дважды бронзовый призёр первенств Советского Союза, заслуженный мастер спорта. Также известен как тренер, подготовил многих известных чемпионов по боксу. Судья всесоюзной категории (1949).

## Биография
Родился 5 января 1912 года в Мытищах.
В возрасте шестнадцати лет пошёл работать токарем на Мытищинском машиностроительном заводе, спустя два года записался в заводскую секцию бокса и начал подготовку под руководством выдающегося тренера Павла Никифорова. Уже в 1932 году выполнил норматив первого разряда по боксу, позже присоединился к спортивному обществу «Торпедо». В 1934 и 1935 годах дважды подряд становился чемпионом Москвы в полутяжёлом весе, тогда как в 1936-м добился звания абсолютного чемпиона Московской области и завоевал бронзовую медаль на первенстве СССР.
В 1937 году Карцев вновь выиграл бронзу в зачёте национального первенства, однако позже вынужден был прервать спортивную карьеру из-за начавшейся Великой Отечественной войны. Вернулся в бокс в 1946 году, выиграл чемпионат РСФСР и принял участие в зачёте чемпионата СССР, где, тем не менее, в первом же матче потерпел поражение от представителя Белоруссии Владимира Когана. В следующем сезоне вновь был лучшим на первенстве РСФСР, после чего окончательно завершил карьеру спортсмена. Всего за 25 лет активных выступлений провёл на любительском ринге 114 боёв, из них 98 окончил победой. За свои спортивные достижения в 1948 году удостоен почётного звания «Заслуженный мастер спорта СССР».
Не меньшего успеха Карцев добился и на тренерском поприще. Ещё во время выступлений на ринге он начал делиться опытом с младшими боксёрами, тренировавшимися вместе с ним в секции Мытищинского вагонного завода, а впоследствии в течение многих лет возглавлял сборные команды Московской области и РСФСР. Был противником силовой манеры ведения боя, на тренировках делал акцент прежде всего на тактику и технику, считая, что в боксе сталкиваются не только умение и сила противников, но и их ум и воля. Подготовил многих талантливых бойцов, в том числе мастеров спорта Г. Бояршинова, Н. Смирнова, И. Петренко. Его учеником был заслуженный мастер спорта, чемпион Европы и СССР Виктор Быстров.
Умер в 1964 году после продолжительной и тяжелой болезни.
Начиная с 2001 года в Мытищах проводится всероссийский боксёрский турнир его памяти.